# Ekuru
El èkùrù o ofuloju (también «moinmoin blanco») es una preparación culinaria a base de frijoles (también llamados habas o alubias) nativa del pueblo yoruba de Nigeria y Benín.
Es similar al moi-moi ya que ambos están hechos de alubia carilla. Sin embargo, a diferencia del moi-moi, que se mezcla con pimienta y otros ingredientes antes de cocinarlo al vapor, el ekuru se envuelve en hojas o se mete en latas (igual que el moi-moi) y se cuece al vapor.
Se suele servir acompañado de un guiso de pimientos fritos (ata dindin), o con una especie de tamal llamado èko, ogi o agidi, que es un budín de maíz fermentado, o también con sopa de okro (quingombó).
Este plato es típico de los estados nigerianos de Osún, Ondo y Kwara, al suroeste del país, que están habitados predominantemente por yorubas (región conocida como yorubalandia).